# Liberdade total
O conceito de Liberdade Total, tal como apresentado na obra de Carlos Castaneda, é o objetivo a ser alcançado pelos praticantes do sistema ensinado a Castaneda pelo feiticeiro mexicano Don Juan Matus.
Os ensinamentos de Don Juan, expostos por Castaneda, dizem que o universo é composto por feixes de energia. Todos os seres, inclusive os humanos, são compostos por um casulo de energia que retém alguns desses feixes. Alguns dos feixes contidos no interior dos seres podem entrar em sintonia com os feixes do mesmo tipo que se encontram livres no universo, ligando-se através de uma abertura no casulo energético do ser. O produto dessa sintonia é a consciência e o ponto onde ela ocorre dentro do casulo é chamado ponto de aglutinação. Ao longo da vida do indivíduo, esse casulo perde sua consistência terminando por se desfazer. No momento em que o casulo é desfeito, ocorre a morte do indivíduo e os feixes de energia neles contidos retornam ao universo. A consciência produzida durante a vida do ser é consumida no processo por uma entidade cósmica denominada por Don Juan como "a águia".
Conforme Castaneda nos relata, Don Juan afirmava que havia uma possibilidade para os seres de desfazerem-se do seu casulo energético (o que corresponde à morte corporal) sem ter sua consciência consumida pela águia. Dessa forma, o indivíduo reteria sua consciência mesmo após a morte do corpo. Esse estado era chamado por Don Juan de "Liberdade Total".
O conceito de Liberdade Total é descrito por Castaneda em diversos livros, sendo que os principais são:
- O Presente da Águia
- O Fogo Interior